# 种族隔离
种族隔离（英語：Racial segregation），指在日常生活中，按照不同种族将人群分割开来，使得各种族不能同时使用公共空间或者服务。种族隔离可能是法律规定的，也可能是无法律规定但事实存在的。不论种族隔离是平等隔离，还是不平等隔离，实质上均是一种种族歧视行为。在種族隔離制度下，人民所能擁有的權利是依照其種族背景來劃分。

## 历史事件
历史上最著名的种族隔离发生在南非和美国以及德屬西南非洲（現今改名為納米比亞），白人能享有至高的權力地位，而非裔、亞裔與種族混合血統者則受到法律限制其參與政治及提升經濟能力的機會。另外，加拿大、澳大利亚、罗得西亚、德国、印尼等国家也均发生过种族隔离行为。斐济、马来西亚、以色列等国如今仍存在一定程度的种族隔离行为。

### 南非
南非荷蘭語少數民族阿非利卡人統治下所實行的種族隔離制度，隨著國民黨在1948年大選中獲勝，繼南非聯邦成立之初的“膚色歧視”立法之後，頒布了全國性的“分離發展”社會政策。此之前的布爾共和國雖然對南非黑人和其他少數民族進行鎮壓，但還沒有走到這一步。1950年的《人口登記法》將南非居民分為「黑人」、「白人」、「有色人種」和「印度人」四個種族群體，並在身份證明上註明了他們的種族身份。其次是《群體地區法》根據不同種族劃分了不同的地區。人們被迫居住在相應的地區，未經許可越境的行為被定為非法。此舉剝奪了南非黑人在自己國家內自由活動的權利。在這種制度下，南非黑人受到嚴格限制進入城市地區，需要白人雇主的授權才能進入。種族隔離一出現，反對種族隔離的起義和抗議就立即出現。全球各國亦對南非進行制裁。
納米比亞
自1948年起，南非國民黨當選，南非也將此種族隔離政策應用於當時的納米比亞（原名為西南非洲）

### 美国
自1954年的布朗诉托皮卡洲，育局案起，第14任美国首席大法官厄尔·沃伦领导的美国最高法院通过一系列里程碑式的判决，从法律上终结了美国的种族隔离制度以及“隔离但平等”原则。其中的最重要判决包括1954年的布朗诉托皮卡教育局案、1964年的亚特兰大之心汽车旅馆诉美国案 (Heart of Atlanta Motel, Inc. v. United States)。同时，沃伦法院还通过一系列判决终结了美国南部各州的种族隔离法——吉姆·克劳法。

## 歷史（1970年代至今）

### 加拿大
直到1965年，安大略省和新斯科舍省均存在學校隔離現象，而其他省份則存在非正式隔離現象。

### 以色列
有人認為以色列的种族隔离政策（在巴勒斯坦人居住的地區興建隔離牆）比当年的南非还严重，但這存在以巴問題及管轄區領土爭議，以色列指興建隔離牆是為了保護其境內以色列人的安全，避免遭受巴勒斯坦人及武裝組織的恐怖主義攻擊，而巴勒斯坦人及支持巴勒斯坦人的民權組織則認為以色列政府的興建隔離牆及擴建殖民區，籍此切斷與巴勒斯坦人的對外連繫是种族隔离，而巴勒斯坦人並無公民權。